# Бёрглунд, Келли
Ке́лли Мише́ль Бё́рглунд (англ. Kelli Michelle Berglund; род. 9 февраля 1996, Мурпарк, Вентура, Калифорния, США) ― американская актриса.

## Юность
Бёрглунд родилась и выросла в городе Мурпарк в штате Калифорния, где она продолжает жить со своими родителями, Марком и Мишель Бёрглунд, и младшей сестрой Киррой. Она кончила программу независимого обучения средней школы Мурпарк. В свободное время увлекается плаванием и фотографией.

## Карьера
Бёрглунд начала свою карьеру в юном возрасте в шоу TLC «Хип-хоп Гарри». Затем в программах «Умнее ли ты пятиклассника?» и «Новый продюсер Америки». Она также снялась в фильме «Пока, Бенджамин». Кроме того, она снималась в рекламе Old Navy, Hyundai, Bratz, McDonald's и Mattel и других. Келли была удостоена многих наград в области танца. Её любимый стиль — смесь балета и джаза[нужен лучший источник].
С 2012 по 2016 год она играла роль Бри, чрезмерно общительного бионического суперчеловека с суперскоростью, в комедийном сериале Disney «Подопытные».
В 2013 году Бёрглунд сыграла вундеркинда и каратистку Слоан Дженнингс в сериале «В ударе». В середине 2013 года она начала работу над фильмом канала Disney «Как создать идеального парня», в котором затем сыграла главную роль — Мэй Хартли, технически подкованной девушки, которая вместе со своей лучшей подругой разрабатывает план создания идеального парня.
В 2016 году она сыграла роль Уилладин Партон в телевизионном фильме NBC «Многоцветное Рождество Долли Партон: Круг любви». В том же году она сыграла бывшую гимнастку, которая возвращается в спорт после переезда в Австралию в фильме «Поднимая планку». В 2018 году Бёрглунд снялась в фильме «В поисках золота», посвященном чирлидингу, действие которого происходит в Аделаиде в Австралии.
В июне 2018 года Келли получила главную роль Карли в телесериале «А теперь — апокалипсис». В 2019 году Бёрглунд получила роль Оливии в четвёртом сезоне драматического телесериала «Царство животных». Она также сыграла второстепенную роль в комедийном фильме Netflix 2020 года «Хэллоуин Хьюби».

## Личная жизнь
В 2015 году состояла в отношениях с актёром, Стерлингом Бомоном. В настоящее время встречается с музыкантом, Тайлером Уилсоном.

## Фильмография
| Год       | Название                                        | Роль              | Примечание   |
| --------- | ----------------------------------------------- | ----------------- | ------------ |
| 2006      | Пока пока, Бенджамин                            | гость             |              |
| 2006-2008 | Хип-хоп Гарри                                   | в роли себя       |              |
| 2012-2016 | Подопытные                                      | Бри               |              |
| 2013      | В ударе                                         | Слоан             |              |
| 2014      | Как создать идеального парня                    | Мае               |              |
| 2015      | Одна ночь                                       | Рэйчел            |              |
| 2016      | Поднимая планку                                 | Келли             |              |
| 2016      | Подопытные: элитная сила                        | Бри               |              |
| 2016      | Многоцветное Рождество Долли Партон: Круг любви | Уилладин          |              |
| 2017      | Ночная смена                                    | София             |              |
| 2018      | Иду за золотом                                  | Эмма              |              |
| 2019      | Адская кухня                                    | в роли себя       |              |
| 2019      | А теперь — апокалипсис                          | Карли             | Главная роль |
| 2019      | Фосси/Вердон                                    | Гвен в юности     |              |
| 2019      | Царство животных                                | Оливия            |              |
| 2019-2020 | Голдберги                                       | Рен               |              |
| 2020      | Хэллоуин Хьюби                                  | Билли Айлиш       |              |
| 2021      | По наклонной                                    | Медисон Ковальски | Фильм        |
| 2021      | Марк, Мэри и другие люди                        | Банни             | Фильм        |
| 2021      | Хилы                                            | Кристалл          | Сериал       |